# Robert Górski (piłkarz)
Robert Górski (ur. 11 stycznia 1974 w Łodzi) – polski piłkarz grający na pozycji obrońcy.
Grał w Starcie Łódź, Orle Łódź, GKS Bełchatów, Aluminium Konin, ŁKS Łódź, Ruchu Chorzów, Odrze Wodzisław Śląski, Dyskobolii Grodzisk Wielkopolski, a także w FK Haugesund, Unii Sulmierzyce i Włókniarzu Zelów.
W polskiej I lidze rozegrał 184 mecze (51 w GKS, 26 w ŁKS, 58 w Ruchu, 35 w Odrze i 14 w Dyskobolii) i zdobył 17 bramek (8 w GKS, 5 w ŁKS, 3 w Ruchu i 1 w Dyskobolii).